# سباي بوت
هناك العديد من البرامج التي تقوم بحماية الكمبيوتر من التجسس والإعلانات الغير مرغوب فيها، مثال ذلك
(Spybot – Search & Destroy (S&D))وهذه البرامج تتوافق مع إصدار ميكروسوفت ويندوز 95. وأيضا من مميزات تلك البرامج أنها تقوم بفحص القرص الثابت بالحاسب أو ذاكرة الوصول العشوائي (RAM) بحثا عن برامج خبيثة.
يتم توزيع تلك البرامج عن طريق شركة أيرلندية (Safer-Networking Limited) لمهندس البرمجيات باتريك مايكل كولا. وقد بدأت الشركة نشاطها عام 2000 ميلادي ،بينما لايزال كولا طالبا؛ وقد كتب برامج صغيرة للتعامل مع التجسس والإعلانات الغير مرغوب فيها مثال ذلك (The Aureate, Conducent TimeSink).

## الترخيص
يتم إصدار  نسخة مجانية لمستخدمي الكمبيوتر تعرف ب featureful وهناك نسخة محدودة لفني الشركات التجارية وتتضمن عنصر مضاد للفيروسات ويعرف ب Bit Defender.

## مزايا Spybot
- ومن مزايا برنامج spybot بالإضافة إلى الحماية من التجسس والإعلانات الغير مرغوب فيها؛ إصلاح البرامج منها Winsock LSPs , ActiveX objects , browser hijackers and BHOs , PUPs , HTTP cookies, tracker ware , heavy duty , homepage hijackers , key loggers, LSP, tracks, Trojans, spybots ؛وغيرها من البرامج الضارة . وهذا البرنامج لا يحل محل برامج مكافحة الفيروسات ولكنه يكشف البعض منها.[2]
- تتم إزالة The Tea Timer module لسبب ليس واضحا في الوقت الحالي . يمكن تمكين The Tea Timer module اختيارياً، لتوفير بعض الحماية النشطة، ضد التغييرات غير المرغوب فيها أثناء التسجيل عن طريق تنبيه المستخدم إلى التغييرات التي ستحدث أثناء التسجيل بالبرنامج، والسماح لهذه التغييرات فقط في حالة موافقة المستخدم عليها . التغييرات الشائعة التي تحدث أثناء التسجيل غالباً (ولكن ليس دائماً) تكون عند تثبيت البرامج أو إلغاء تثبيتها أو تحديثها , يمكن أن تكون التغييرات عند تعديل برنامج غير معروف و يحدث نتيجة لتركيب البرمجيات الخبيثة المخفية. إذا كان لديك جهاز كمبيوتر آخر (مثل نظام التشغيل Windows XP أو إصدار أقدم) يحتوي على The Tea Timer module ، يمكنك نسخة إلى الإصدار الجديد، و سيتم تشغيله.
- بعض البرامج يتم تزويد المرفق برامج التجسس أو adware ورفض لتشغيلها عند أنها غير موجودة؛ إصدارات أحدث spybot استبدالها الثنائيات التجسس inert dummies (مصممة لخداع البرامج التي ببساطة تحقق من وجود الملف في برامج التجسس).
- من أجل الكشف عن البرامج التي تم إنشاؤها مؤخرا الكفاءة إصدار تحديثات الكشف أسبوعيا مع تحسينات أخرى مثل إضافة لغات وأفضل خوارزميات الكشف عن مجريات الأمور. تنزيل هذه التحديثات وتثبيتها من داخل البرنامج من مجموعة.
- Spybot-S&D متاح لجميع إصدارات ويندوز بدءاً من Windows 95. تم توفير الترجمة إلى العديد من اللغات ومع عدة واجهات. وتتوفر إرشادات حول موقع على شبكة الإنترنت لتمكين المستخدمين من تصميم الأسطح الخاصة بها.

### طريقة استخدام Spybot
شرح على موقع يوتيوب

## إنترنت إكسبلورر 8
وكما يوجد جوانب إيجابية للبرامج هناك أيضا جوانب سلبية ؛ تسببت ميزة التحصين في Spybot – Search & Destroy لإنترنت إكسبلورر 8 التشغيل أبطأ مما كان متوقعا. تمكنت مايكروسوفت من محاولة لإصلاح تلك المشكلة وغيرها من المشاكل أو الثغرات الأمنية الأخرى عن طريق المعالج كي بي( 969897) عام 2009.